# Juárez, Casas Grandes
Juárez är en ort i Mexiko.   Den ligger i kommunen Casas Grandes och delstaten Chihuahua, i den nordvästra delen av landet, 1 500 km nordväst om huvudstaden Mexico City. Juárez ligger 1 536 meter över havet och antalet invånare är 1 035.
Terrängen runt Juárez är platt åt nordost, men åt sydväst är den kuperad. Juárez ligger nere i en dal.  Trakten runt Juárez är nära nog obefolkad, med mindre än två invånare per kvadratkilometer. Närmaste större samhälle är Nuevo Casas Grandes, 19,8 km nordost om Juárez. Omgivningarna runt Juárez är i huvudsak ett öppet busklandskap.